# Тетраплатинатрииттрий
Тетраплатинатрииттрий — бинарное неорганическое соединение
платины и иттрия
с формулой Pt4Y3,
кристаллы.

## Получение
- Сплавление стехиометрических количеств чистых веществ:

{\displaystyle {\mathsf {4Pt+3Y\ {\xrightarrow {1850^{o}C}}\ Pt_{4}Y_{3}}}}

## Физические свойства
Тетраплатинатрииттрий образует кристаллы
тригональной сингонии,
пространственная группа R 3,
параметры ячейки a = 1,312 нм, c = 0,578 нм, Z = 6,
структура типа тетрапалладийтриплутония Pd4Pu3
.
Соединение образуется по перитектической реакции при температуре ≈1850 °C .